# Claudio Botosso
Claudio Botosso (Biella, 28 marzo 1958) è un attore italiano.

## Biografia
Nato a Biella, a 18 anni si trasferisce a Roma, dove prende lezioni di recitazione all'Accademia Sharoff e lezioni di mimo con Angelo Corti. Nel 1979 esordisce in teatro interpretando Gianni Rilow in Risveglio di primavera di Wedekind, per la regia di Memè Perlini. Viene scritturato dalla Compagnia Teatro Popolare per lo spettacolo Cyrano de Bergerac diretto da Maurizio Scaparro. Pino Micol lo scrittura per La visita della vecchia signora di Friedrich Dürrenmatt e l'anno successivo lavora con Piera Degli Esposti in Lunga notte di Medea di Corrado Alvaro per la regia di Werner Schroter. Nel 1983 interpreta Conversazione con l'uomo nell'armadio, monologo tratto dalla prima raccolta di racconti di Ian Mc Ewan per la regia di Amedeo Fago.
Nel 1985 esordisce in cinema: Pupi Avati gli affida il ruolo di protagonista in Impiegati. Il film ottiene un buon successo di pubblico e di critica, partecipando alla Quinzaine des Réalisateurs al Festival di Cannes. La pellicola lo porta all'attenzione di registi prestigiosi come Federico Fellini e Marco Bellocchio con i quali girerà rispettivamente Ginger e Fred e Diavolo in corpo. Nel 1987 il famoso cartoonist Bruno Bozzetto lo sceglie come protagonista per il suo primo film con attori veri Sotto il ristorante cinese. Lavora poi con Marco Risi in Soldati - 365 all'alba. Nel 2012 è nel cast de La moglie del sarto per la regia di Massimo Scaglione, mentre nel 2013 è il protagonista de Seconda primavera del regista Francesco Calogero per il quale vince il premio come miglior attore protagonista al Internationalfilmfestival di Mallorca Spagna e al Dedalo Minosse Cinema.

## Filmografia

### Cinema
- Impiegati, regia di Pupi Avati (1985)
- Ginger e Fred, regia di Federico Fellini (1985)
- Grandi magazzini, regia di Castellano e Pipolo (1986)
- Diavolo in corpo, regia di Marco Bellocchio (1986)
- Il tenente dei carabinieri, regia di Maurizio Ponzi (1986)
- Soldati - 365 all'alba, regia di Marco Risi (1987)
- Sotto il ristorante cinese, regia di Bruno Bozzetto (1987)
- Storia di ragazzi e di ragazze, regia di Pupi Avati (1989)
- Mal d'Africa, regia di Sergio Martino (1990)
- Bonus Malus, regia di Vito Zagarrio (1993)
- Italia Village, regia di Giancarlo Planta (1994)
- Italiani, regia di Maurizio Ponzi (1996)
- Il figlio di Bakunìn, regia di Gianfranco Cabiddu (1997)
- Senza paura, regia di Stefano Calvagna (2000)
- Aprimi il cuore, regia di Giada Colagrande (2002)
- Prendimi e portami via, regia di Tonino Zangardi (2003)
- Black Widow (Before It Had a Name), regia di Giada Colagrande (2005)
- Mio fratello è figlio unico, regia di Daniele Luchetti (2007)
- Gli amici del bar Margherita, regia di Pupi Avati (2008)
- Nient'altro che noi, regia di Angelo Antonucci (2008)
- La moglie del sarto, regia di Massimo Scaglione (2012)
- Dolce di latte, regia di Gianni Leacche (2014)
- Seconda primavera, regia di Francesco Calogero (2016)
- Youtopia, regia di Berardo Carboni (2018)
- A mano disarmata, regia di Claudio Bonivento (2019)
- Colpevole, regia di Gianni Leacche (2022)
- Cento cuori, regia di Paolo Damosso (2023)
- L'orto americano, regia di Pupi Avati (2024)

### Televisione
- Se un giorno busserai alla mia porta, regia di Luigi Perelli – miniserie TV (1986)
- Pronto soccorso, regia di Francesco Massaro – miniserie TV, 4 puntate (1992)
- Uno bianca, regia di Michele Soavi – miniserie TV (2001)
- Il capo dei capi, regia di Enzo Monteleone – miniserie TV (2007)
- I liceali – serie TV (2008-2009)
- Il delitto di via Poma, regia di Roberto Faenza – film TV (2011)
- Un caso di coscienza – serie TV (2013)
- I Medici (Medici: Masters of Florence) – serie TV, episodio 1x06 (2016)
- Rocco Schiavone – serie TV, episodi 1x04 e 1x05 (2016)
- Il cacciatore – serie TV, episodio 1x03 (2018)
- 1994 – serie TV, episodio 3x04 (2019)
- Un posto al sole – soap opera (2020-2022-2024)

### Cortometraggi
- Dopo il film, regia di G. Campiotti (1989)
- Via Manthoné, regia di B. Dall'Angelo (1992)
- In questa vita, regia di E. Pitigliani (2010)
- Origami, regia di Andrea Caciagli (2012)
- L'ultima rima, regia di C. Fracanzani (2016)
- Il figlio del macellaio, regia di Leonardo Stefenelli (2017)
- La confessione, regia di B. Boccoli (2020)
- Febbre, regia di E. Muzzupappa (2021)